# 宮澤正
宮澤 正（みやざわ ただし、1955年7月12日 - ）は、日本の俳優、声優。長野県出身。ケッケコーポレーション所属。一部のクレジットでは新字体で「宮沢正」と表記されている。

## 略歴
小学校の頃から芝居をしたいと思っており、当初はお笑いのほうに行きたかったが、難しく断念。
高校3年生の10月1日に三菱銀行の就職が決まり、1974年に長野県から上京して三菱銀行本店に入社し、銀行員として勤めていた。その時は5年も勤めてお金を貯めて養成所に入所しようといった気持ちはあった。しかしあまりにも仕事が厳しく、その後「辞めよう」と決意し、4年で退職。
役者の道に進み、養成所に入所。姉の友人が劇団に所属していた関係で「とりあえずは劇団の仕事をしてみたい」と思い、劇団民話芸術座に入団して、芝居の世界に入った。その劇団には25年間所属していた。
舞台俳優としての活動を始めると、学校演劇で日本全国をまわっていた。
劇団に所属していた25年のうち、後半に偶々大手の声優事務所の人物と繋がりが出来たという。その時に「声変わってておかしいね」と評され、テレビアニメ『こちら葛飾区亀有公園前派出所』の麻里晩役で声優としての活動を始める。
以前はコムラ企画に所属していた。

## 人物・特色
宮澤曰く声優としては、当初は外画をしたかったが、中々アニメーションのほうが多いという。
声優業の他にも舞台俳優などで活躍している。
声種はハイバリトン、ハスキー。方言は信州弁。
趣味は観劇。特技は殺陣、合気道、サッカー、スピードスケート（インターハイ出場）、札勘定。
免許・資格は自動二輪免許、商業英語二級。
銀行一家であり、兄は富士銀行（現：みずほ銀行）に勤めていた。父は魚屋。

## 出演
太字はメインキャラクター。

### テレビアニメ
1997年
- こちら葛飾区亀有公園前派出所（1997年 - 2003年、麻里晩）

1998年
- さくらももこ劇場 コジコジ（1998年 - 1999年、ハレハレの父、団子屋、店主、カメ大明神〈2代目〉）
- ビーストウォーズII 超生命体トランスフォーマー（1998年 - 1999年、オートスティンガー、シーラゴン）

1999年
- 週刊ストーリーランド（鈴森）
- 将太の寿司 心にひびくシャリの味（結木）
- HUNTER×HUNTER（第1作）（オーナー、ゼノ）
- ビックリマン2000（シャーマンカーン）
- 未来少年コナンII タイガアドベンチャー（ノーグ）
- メダロット（海の爺さん、節原教授）

2000年
- 週刊ストーリーランド（天狗、バッグ屋主人、家臣C、父、男 他）
- ドキドキ♡伝説 魔法陣グルグル（大臣、ウンベル、コパール大臣）
- へろへろくん（へろ科の医者）
- マイアミ☆ガンズ（東条家執事）
- 遊☆戯☆王デュエルモンスターズ（武藤双六、シモン・ムーラン）

2001年
- 格闘料理伝説ビストロレシピ（ドランボー）
- コスモウォーリアー零（雷管太）
- Dr.リンにきいてみて!（竹本）
- 破壊魔定光（ハクジ）

2002年
- ガンフロンティア（おやじ、郵便屋）
- ホイッスル!（上条）

2003年
- 金色のガッシュベル!!（村長）
- ポポロクロイス（チン、シャドウ丸、ドノバン）
- 無限戦記ポトリス（ポトリス列車、ドク、村長、ドグー、医者ポトリス、イルカ艦、汽車ポトリス、パワーショベル、ミサイルパトカー）

2004年
- アズサ、お手伝いします!（かき氷屋オヤジ）
- かいけつゾロリ（雷じじい、漁師）
- B-伝説! バトルビーダマン（2004年 - 2005年、アルマーダ、ねずみ田チュー、村の老人、エビビーダー、神官、ねずみ田チューの赤ちゃん） - 2シリーズ
- 陸奥圓明流外伝 修羅の刻（佐助、五平）
- 焼きたて!!ジャぱん（師匠）

2005年
- IGPX（ベンジャミン・ブライト）
- アイシールド21（ドク堀出）
- おねがいマイメロディ（ハルノスケ）
- ギャラリーフェイク（審査委員）
- 銀牙伝説WEED（黒虎）
- 甲虫王者ムシキング 森の民の伝説（庄屋）

2006年
- 陰からマモル!（極悪火堂左衛門、長老）
- くじびき♥アンバランス（へるなんです）
- 天保異聞 妖奇士（南海波五郎）
- NANA（おやじ編集）
- 爆球Hit! クラッシュビーダマン（謎のジイさん / 謎の老人）
- 妖逆門（ナレーション、幻風堂の主人）
- まじめにふまじめ かいけつゾロリ（バーガー）
- 遊☆戯☆王デュエルモンスターズGX（武藤双六）
- よみがえる空 -RESCUE WINGS-（恒松隆信）

2007年
- ウエルベールの物語 〜Sisters of Wellber〜（ジャモ）
- 機動戦士ガンダム00（水売り少年の祖父）
- 鋼鉄三国志（張昭子布）
- 大根刑事（ジャガイモ刑事）
- ドラゴノーツ -ザ・レゾナンス-（ヴィルヘルム）
- BLEACH（お爺さん、家臣）
- ポケットモンスター ダイヤモンド&パール（村長）
- REIDEEN（喜連川博士）
- 湾岸ミッドナイト（杉田）

2008年
- アリソンとリリア（ノト大佐）
- 銀魂（2008年 - 2015年、豊臣秀吉、マヨリーン、じーさん） - 2シリーズ
- テイルズ オブ ジ アビス（長老）
- 夏目友人帳（印使いの邪鬼）
- 北斗の拳 ラオウ外伝 天の覇王（コマク）
- マクロスF（リチャード・ビルラー）
- Mnemosyne-ムネモシュネの娘たち-（喜多井政五郎）
- ワールド・デストラクション 〜世界撲滅の六人〜（潜砂艦艦長）

2009年
- アラド戦記〜スラップアップパーティー〜（ロトン）
- クッキンアイドル アイ!マイ!まいん!（時蔵）
- スティッチ!（あべこーべ父）
- スレイヤーズEVOLUTION-R（壺屋）
- 戦国BASARA（2009年 - 2014年、北条氏政） - 2シリーズ
- 宙のまにまに（堀森忠夫）
- 鋼の錬金術師 FULLMETAL ALCHEMIST（オヤジ、ジョリオ・コマンチ）
- はじめの一歩 New Challenger
- 毎日かあさん（長老）

2010年
- さらい屋 五葉（大津屋）
- ひめチェン!おとぎちっくアイドル リルぷりっ（プロデューサー、親方妖精）
- メタルファイト ベイブレード 爆（老師）
- RAINBOW-二舎六房の七人-（酔客）

2011年
- THE IDOLM@STER（おじさん）
- X-MEN（酒屋の主人）

2012年
- キングダム（2012年 - 2021年、長老、白ジィ） - 2シリーズ
- ジョジョの奇妙な冒険（ダリオ・ブランドー）
- たまごっち!（サンタグリーンっち）
- ルパン三世 東方見聞録 〜アナザーページ〜（包龍）

2013年
- COPPELION（江戸川博士、夏目総理）
- 絶対防衛レヴィアタン（保安官）
- ドラえもん（テレビ朝日版第2期）（2013年 - 2020年、師範、おじさん、老人、おじいさん、園長 他）
- 幕末義人伝 浪漫（幸村）
- ビーストサーガ（マインドリール）
- プピポー!（爆散先生、幽霊(2)）

2014年
- 神撃のバハムート GENESIS（コギ）
- 忍たま乱太郎（2014年 - 2025年、大辺穀造〈3代目〉、竜王丸〈2代目〉、赤沼紅武、店主、老人）
- ポケットモンスター XY（おじいさん）
- 妖怪ウォッチ（2014年 - 2023年、ひも爺、まぼ老師、ちからモチ、すねスネーク、うんがい鏡、ミスタームービーン、あせっか鬼、笑ウツボ、りもこんかくし、花さか爺、なまはげ、雷オトン、おすべり様、ドウカク、しきるん蛇、ロボG、大蛇のツボ、リアクション大王、キンカク、さいの目入道、なまなまはげ、おしっしょう、チョコボー⑨、百々目鬼、くいい爺 他） - 3シリーズ

2015年
- クレヨンしんちゃん（2015年 - 2023年、店員、老紳士、チャーリー狭山、老ブタ、ヤサオくん 他）
- 名探偵コナン（2015年 - 2023年、柴苅殿治、三枝守、聚楽大）
- ルパン三世 PART IV（ニノ）
- ローリング☆ガールズ（津島一三）

2016年
- 怪盗ジョーカー（トン・ポーロウ監督）
- 奇異太郎少年の妖怪絵日記（手の目）
- 侍霊演武:将星乱（凌雲の祖父）
- バトルスピリッツ 烈火魂（バトスピ仙人）
- 一人之下 the outcast（2016年 - 2018年、張錫林） - 2シリーズ
- Bloodivores（刑事、レイ刑事）

2017年
- デジモンユニバース アプリモンスターズ（ドリーモン）
- スナックワールド（ゴブさん、ゴブリン）
- モンスターハンター ストーリーズ RIDE ON（タルバ）
- リトルウィッチアカデミア（ニコラス）
- 将国のアルタイル（ジュリオ）
- 魔法使いの嫁（村長）

2018年
- HUGっと!プリキュア（町内会長）
- オーバーロードIII（リュラリュース・スペニア・アイ・インダルン）
- ゾイドワイルド（プッキャ）
- 妖怪ウォッチ シャドウサイド（2018年 - 2019年、雷オトン）
- パズドラ（2018年 - 2024年、仙人、生物学者）
- ゲゲゲの鬼太郎（第6作）（小豆洗い）

2019年
- イナズマイレブン オリオンの刻印（おじいさん）
- ブギーポップは笑わない（管理人）
- どろろ（長老）
- けだまのゴンじろー（2019年 - 2020年、ぴかっちょ、清正くん）
- ONE PIECE（ジンジャー）
- ヴィンランド・サガ（ゴルム）

2020年
- プリンセスコネクト!Re:Dive（毛糸帽子の老医師）

2021年
- 妖怪学園Y 〜Nとの遭遇〜（なまはげ）
- スーパーカブ（信用金庫課長）
- 新幹線変形ロボ シンカリオンZ（戸隠マサカリ）
- 100万の命の上に俺は立っている（コクス）嘉

2022年
- ブッチギレ!（偽桂小五郎）
- 異世界迷宮でハーレムを（防具屋）

2023年
- BLEACH 千年血戦篇-訣別譚-（グエナエル・リー）
- 葬送のフリーレン（村長）
- ブルバスター（亀山嘉）

2024年
- 狼と香辛料 MERCHANT MEETS THE WISE WOLF（商人）
- 魔導具師ダリヤはうつむかない（フェルモ・ガンドルフィ）
- 科学×冒険サバイバル!（山の老人）

2025年
- ニャイト・オブ・ザ・リビングキャット（技師）

### 劇場アニメ
1999年
- こちら葛飾区亀有公園前派出所 THE MOVIE（麻里晩）

2004年
- 遊☆戯☆王デュエルモンスターズ 光のピラミッド（武藤双六）

2009年
- よなよなペンギン

2010年
- 10thアニバーサリー 劇場版 遊☆戯☆王 〜超融合!時空を越えた絆〜（武藤双六）

2011年
- キズナ一撃（金クレヲ）
- マルドゥック・スクランブル 燃焼（老人）

2012年
- 映画かいけつゾロリ だ・だ・だいぼうけん!（雷じじい）

2014年
- パロルのみらい島（先生）
- 映画ドラえもん 新・のび太の大魔境 〜ペコと5人の探検隊〜（コス博士）
- 映画 妖怪ウォッチ 誕生の秘密だニャン!（ゲンマ将軍、百々目鬼、うんがい三面鏡、キンカク、まむし行司）

2015年
- クレヨンしんちゃん オラの引越し物語 サボテン大襲撃（パブのオーナー）
- スナックワールド（ゴブさん）

2016年
- 遊☆戯☆王 THE DARK SIDE OF DIMENSIONS（武藤双六）
- 映画 妖怪ウォッチ 空飛ぶクジラとダブル世界の大冒険だニャン!（ひも爺）

2017年
- 映画 妖怪ウォッチ シャドウサイド 鬼王の復活（ひも爺、雷オトン）

2018年
- クレヨンしんちゃん 爆盛!カンフーボーイズ〜拉麺大乱〜（チョウ）

2022年
- クレヨンしんちゃん もののけニンジャ珍風伝（屁祖隠ナマケモノ）

2024年
- 劇場版 オーバーロード 聖王国編（リュラリュース・スペニア・アイ・インダルン）

### OVA
- 頭文字D Extra Stage 2（2007年、老人）
- COBRA THE ANIMATION コブラ タイム・ドライブ（2008年、奴婆）
- 四畳半神話大系（2010年、李白）

### Webアニメ
- いくぜっ! 源さん（2008年、茶ダヌキ、ナレーション）
- 恐竜少女ガウ子（2019年、トレジャー半田さん）
- SUPER SHIRO（2020年、師匠）
- 終末のワルキューレ（2021年、宮田勢源）
- ヴァンパイア・イン・ザ・ガーデン （2022年、長老）
- 崩壊:スターレイル ショートアニメ（2024年、懐炎）

### ゲーム
2002年
- ダーククロニクル（コンダ、ジュラク）

2003年
- あしたのジョー 〜まっ白に燃え尽きろ!〜（うどん屋のおやじ、大高会長）
- ゲゲゲの鬼太郎 異聞妖怪奇譚（ほうこう）
- 第2次スーパーロボット大戦α（ウモン・サモン、木星帝国艦長）
- 探偵学園Q 奇翁館の殺意（漆坂朝重、漆坂貞夫）

2004年
- カオスブレイカー
- シャドウハーツII
- ドラゴンクエストVIII 空と海と大地と呪われし姫君
- ラチェット&クランク3 突撃!ガラクチック★レンジャーズ

2005年
- イレギュラーハンターX（ケイン博士）
- 戦国BASARA（北条氏政）
- 第3次スーパーロボット大戦α 終焉の銀河へ（バラン・ドバン）

2006年
- アイシールド21 デビルバッツ・デビルデイズ
- 戦国BASARA2（北条氏政）
- BLEACH 〜放たれし野望〜（鈴木）
- マイネリーベII〜誇りと正義と愛〜

2007年
- スーパーロボット大戦OG外伝（マグナス・アルド）
- 戦国BASARA2 英雄外伝（北条氏政）

2008年
- イナズマイレブン（不良〈臼井〉）

2009年
- 戦国BASARA バトルヒーローズ（北条氏政）

2010年
- こちら葛飾区亀有公園前派出所 勝てば天国!負ければ地獄! 両津流 一攫千金大作戦!（麻里晩）
- ゼノブレイド（ミゴール）
- 戦国BASARA3（北条氏政）
- NINETY-NINE NIGHTS II（ガルド）
- PANDORA 君の名前を僕は知る（ヘンリー・アーネスト）

2011年
- 戦国BASARA クロニクルヒーローズ（北条氏政）
- 戦国BASARA3 宴（北条氏政）

2012年
- 源狼 GENROH（文覚）
- 十鬼の絆 〜関ヶ原奇譚〜（本多正信）
- Borderlands 2
- マジてん 〜マジで天使を作ってみた〜（謎の老人）

2013年
- 十鬼の絆 花結綴り（本多正信）
- 妖怪ウォッチ（その他の妖怪、雑踏）

2014年
- ゼルダ無双（ウィズロ）
- ドラえもん 新・のび太の大魔境 〜ペコと5人の探検隊〜（コス博士）
- 妖怪ウォッチ2 元祖/本家/真打（ひも爺、うんがい三面鏡、あせっか鬼、百々目鬼、きらめ鬼、りもこんかくし、ゲンマ将軍、キンカク、しきるん蛇、カブキロイド 他）

2015年
- ドラゴンクエストVIII 空と海と大地と呪われし姫君（ドン・モグーラ）
- 妖怪ウォッチバスターズ 赤猫団/白犬隊（まむし行司、うんがい三面鏡、ひも爺、あせっか鬼、百々目鬼、きらめ鬼、りもこんかくし 他）
- 妖怪ウォッチ ぷにぷに

2016年
- 戦国BASARA 真田幸村伝（北条氏政）
- バンドやろうぜ!
- 妖怪三国志（ひも爺黄忠 他）
- 妖怪ウォッチ3 スシ/テンプラ/スキヤキ（なまなまはげ、ゾンビ、ゴゴゴGFファミリー、異次元とーちゃん、チョーシ堂店主、Mr.ワンダホー 他）

2017年
- スナックワールド トレジャラーズ（ゴブさん）
- 妖怪ウォッチバスターズ2 秘宝伝説バンバラヤー ソード/マグナム（グスタフ、ドヤ・オサ、しょうりん爺、ザッパドキア、ヨーデルセン、さすらいのビリー 他）

2018年
- 妖怪三国志 国盗りウォーズ
- 真紅の焔 真田忍法帳（安房守）

2019年
- ガールフレンド（仮）（悪神官）
- 戦国BASARA バトルパーティー（北条氏政）
- デビルメイクライ5（ニーズヘッグ）
- ドラえもん のび太の牧場物語（ブル）
- 妖怪ウォッチ1 for Nintendo Switch（ひも爺、ちからモチ、ゲンマ将軍、くしゃ武者、うんがい鏡、ドウカク、さいの目入道、笑ウツボ、雷オトン、おすべり様、しきるん蛇、花さか爺 他）
- 妖怪ウォッチ4 ぼくらは同じ空を見上げている / 4++（ひも爺、ちからモチ、なまはげ、うんがい鏡、りもこんかくし 他）

2020年
- ゼノブレイド ディフィニティブ・エディション（ミゴール）
- 妖怪学園Y 〜ワイワイ学園生活〜（ひも爺、なまはげ、ゲンマ将軍、黄泉ゲンスイ）

2021年
- クレヨンしんちゃん 「オラと博士の夏休み」〜おわらない七日間の旅〜（あくの博士）
- ぷちっと三国志 〜ゆるっと天下統一〜（司馬懿、関羽、華佗）

2023年
- 遊戯王 デュエルリンクス（武藤双六）
- ドラゴンクエストモンスターズ3 魔族の王子とエルフの旅（ドゴー）

2024年
- 崩壊:スターレイル（懐炎）

### ドラマCD
- あなたに今夜は ワインをふりかけ（中華料理屋の店長）
- 穢翼のユースティア（庭師の老人）
- 月に狼（大工、祖父）
- テイルズ オブ ヴェスペリア 虚空の仮面（リビテース）
- HUNTER×HUNTER Next Episode Scene 1 Zolodeck（ゼノ＝ゾルディック）
- ぼくたちと駐在さんの700日戦争（工藤）
- 方言恋愛 4（藤牧正吉）
- 魔術士オーフェン 無謀編（フレッドル）
- メタルスレイダーグローリー サウンドドラマ（ヴィヴァーチェ）

### 吹き替え

#### 映画（吹き替え）
- アフター・ザ・ストーム
- カントリーベアーズ
- ザ・ライト -エクソシストの真実-（マシュー神父〈トビー・ジョーンズ〉）
- ジャックとジル
- 上海の伯爵夫人（サミュエル〈アラン・コーディナー〉）
- センター・オブ・ジ・アース2 神秘の島（ガバチョ〈ルイス・ガスマン〉[27]）
- 続・夕陽のガンマン（ミルトン）
- 卒業 ※テレビ東京版
- 007 黄金銃を持つ男（ニック・ナック〈エルヴェ・ヴィルシェーズ〉）※DVD新録版
- 地獄のヒーロー ザ・プレジデント・マン
- 独房の生贄 〜悪霊が棲む213号室〜（レイ・クレメント〈マイケル・ルーカー〉）
- トランスフォーマーシリーズ（スタースクリーム）
  - トランスフォーマー
  - トランスフォーマー/リベンジ
  - トランスフォーマー/ダークサイド・ムーン
- トレマーズ3（ミゲル〈トニー・ジェナロ〉）
- ドクトル・ジバゴ ※DVD・BD新録版
- ハリー・ポッターシリーズ（グリップフック）
  - ハリー・ポッターと賢者の石
  - ハリー・ポッターと死の秘宝 PART1
  - ハリー・ポッターと死の秘宝 PART2
- ビートルジュース ビートルジュース（清掃員[28]）
- フェイク・クライム
- フェイク シティ2
- 魔法使いの弟子
- メリー・ポピンズ リターンズ（ビナクル〈ジム・ノートン〉[29]）
- ライオン・キング:ムファサ[30]
- 101

#### ドラマ
- アグリー・ベティ4（ミスターZ〈フィッシャー・スティーヴンス〉）
- WITHOUT A TRACE/FBI 失踪者を追え!（カーティス）
- おとぼけスティーブンス一家（テックス）
- オンエアー
- GIRLS/ガールズ ファイナル（キース〈イーサン・フィリップス〉）
- クイーン・オブ・ザ・サウス 〜女王への階段〜
- コールドケース3
- コールドケース7 ザ・ファイナル
- ザ・ソプラノズ 哀愁のマフィア（パッツィ・パリシ〈ダン・グリマルディ〉）
- ザ・ホワイトハウス（ホームレスの男）
- CSI:6 科学捜査班（ドライブインシアター管理人）
- スピン・シティ（ネッド〈ウィリー・ガーソン〉）
- THIS IS US/ディス・イズ・アス シーズン2（ロイド）
- ハロー!スーザン
- パラダイス牧場（ヤン社長〈ヤン・ソクチョル〉）
- 光と影（シン・ジョング〈アン・ギルガン〉）
- ふたりはふたご（ウォルター〈レイモンド・オコナー〉）
- プリズン・ブレイク シーズン3（エリオット・パイク〈ジョン・S・デイヴィス〉）
- BONES シーズン4（スコット・スターレット〈マイケル・バダルコ〉）
- MAJOR CRIMES 〜重大犯罪課 シーズン5
- リゾーリ&アイルズ2（メルク長官〈ケヴィン・チャップマン〉）
- LOST（デイヴィッド〈チーチ・マリン〉）
- 私も、花（ペ・サンオク〈イム・ハリョン〉）
- ワンス・アポン・ア・タイム シーズン4

#### アニメ
- おっはよー!アンクル・グランパ（アンクル・グランパ[31]）
- ガーフィールドと仲間たち（ドラゴン 他）
- クランプ・ツインズ（トニー・パーソンズ）
- 楽しいダックタウン（アルドー）
- スティーブン・ユニバース（アンクル・グランパ）
- ティム・バートンのコープスブライド（メイヒュー）
- テコンV（カープ）
- トムとジェリー 火星へ行く（シング国王）
- ボルトロン（ブラムファンプ）
- マウス・タウン ロディとリタの大冒険
- マダガスカル3（司令官[32]）

### テレビドラマ
- 君の瞳をタイホする!（1988年、フジテレビ）
- 大江戸捜査網 第2シリーズ（1991年、テレビ東京）
  - 第4話「父上が残した謎を追え!」
  - 第19話「極悪非道の罠!悲しみの島帰り」
- 真夏の刑事 第6話「疑惑のレイプ!?お見合いパブの女」（1992年、テレビ朝日）
- 木曜ドラマ 新空港物語 第4話「雪の成田・パリ便に遅れた女!不倫旅行」（1994年、テレビ朝日）

### テレビ番組
- 行列のできる法律相談所（日本テレビ） - 再現VTR
- 謎を解け!まさかのミステリー（日本テレビ） - 再現VTR

### 映画
- アニメ女子・外伝 〜藍の翼・カーレッジ〜

### 舞台
- 哀愁の馬鹿
- 雨ふり小僧
- いつか失くした心のかけら
- ANGEL
- 厳窟王
- 俊寛
- そして誰もいなくなった
- 夏の夜の夢
- 旗本・枕夢之介
- まっかっかの長者
- 火の鳥 羽衣篇
- やじきた珍道中 未来への旅（弥次郎兵衛）
- 悲しみにてやんでぃ（うわの空・藤志郎一座）

### オーディオブック
- 流（2017年、宇文）

### CM
- ラジオCMニッポンハム「シャウエッセン」（ナレーション）
- 遊☆戯☆王 双六のスゴロク（ナレーション）

### VP
- 警視庁「不当要求防止責任者講習教材ビデオ」
- 法務省「司法研修所教材ビデオ」

### シリーズ一覧
1. ↑  『妖怪ウォッチ』（2014年 - 2018年）、『妖怪ウォッチ！』（2019年）、『妖怪ウォッチ♪』（2021年 - 2023年）